# فرانك ريتشاردز (لاعب كريكت)
فرانك ريتشاردز (بالإنجليزية: Frank Richards)‏ (15 أكتوبر 1863 في أستراليا - 29 يوليو 1926 في أستراليا) هو لاعب كريكت أسترالي. لعب مع فريق فكتوريا للكريكت.

## وصلات خارجية
- فرانك ريتشاردز على موقع إي آس بي آن كريك إنفو (الإنجليزية)